# افعی رخ‌چاله نواری
افعی رخ‌چاله نواری (نام علمی: Trimeresurus fasciatus)، یک گونه افعی رخ‌چاله سمی و بومی جزیره Djampea اندونزی است. هیچ زیرگونه‌ای در حال حاضر شناسایی نشده‌است. نام‌های رایج عبارتند از: افعی رخ‌چاله نواری (banded pitviper) و افعی درختی نواری (banded tree viper).
نمونه تایپ آن ۴۵٫۵ سانتیمتر (۱۷٫۹ اینچ) طول کل دارد، که شامل یک دم دراز ۸ سانتیمتر (۳٫۱ اینچ) است.